# Josef Kossek
Josef Kossek, též Kosek (28. února 1780 Žďár nad Orlicí – 7. července 1858 Praha), byl český hodinář a malíř miniatur.

## Život
Narodil se jako syn lesního v Borohrádku nedaleko Žďáru nad Orlicí. Vystudoval filozofii u premonstrátů v Brně a v Olomouci. Vstoupil do řádu v premonstrátském klášteře Želiv. Již jako novic vyřezal z alabastru portrét preláta Tadeáše z Trautmannsdorffu. Jako samouk také sestrojil první hodiny. Po třech letech studia teologie však klášter opustil a usadil se v Praze. Pracoval jako malíř miniatur a od roku 1809 jako sekretář hraběte Auersperga.
Po roce 1814 se začal cele věnovat hodinářství. Vyučil se základům hodinářského řemesla u vynálezce a konstruktéra hodin Josefa Božka. Měl spor s pražským cechem hodinářů o modernizaci a inovaci klasické konstrukce hodin. Cech trval na dodržování tradiční konstrukce strojů a postupů výroby. cechovní mistři se obávali nejen, že v konkurenci s Kosskovými stroji neobstojí, ale hlavně, že Kosskovy stroje ani nebudou umět opravovat. Cech přestal bránit Kosskově výrobě až po osobním zásahu pražského purkrabího, hraběte Františka Antonína Kolowrata Libštejnského.
Od roku 1825 Josef Kossek pracoval jako umělecký hodinář malých hodinek a vedl dílnu na Starém Městě v domě čp. 329/I v ulici Poštovské (nyní Karolíny Světlé). Jako hodinář astronomických hodin byl jedním ze čtyř zaměstnanců v C. a k. pražské hvězdárně v Klementinu. Byl jmenován čestným členem C. a k. Společnosti pro povzbuzení řemesel a průmyslu (K. und k. Verein zur Ermutigung des Gewerbgeistes.
Bydlel na Starém Městě u Klementina v Karlově ulici s manželkou Josefou. V letech 1824 - 1831 se jim narodily čtyři dcery.

## Dílo
Kossek se proslavil mnoha zlepšovacími návrhy hodinového stroje. Jako první Čech roku 1829 sestrojil hodinky s ložisky z drahokamů, které opracovával na vrtacím a lešticím stroji, jaký si k tomu účelu sám navrhl. Využíval přitom i české granáty.
Dále sestrojil nástěnné kyvadlové hodiny (tzv. Pendeluhr - pendlovky) s minimální odchylkou vlivem teplotní roztažnosti kyvadla. Jako první v Čechách kyvadlo sestavil ze dvou kovů různé teplotní roztažnosti, a to oceli a mědi (tzv. bimetalické kyvadlo), a dále své návrhy vylepšoval jak kompenzátorem bimetalickým, tak rtuťovým (po vzoru anglického hodináře George Grahama).
Kossek také sestrojil a udržoval v chodu astronomické hodiny s kotvovým krokem a rtuťovým kompenzačním kyvadlem v hvězdárnách v Praze a v Terstu.
Jeden exemplář jeho nástěnných škříňových hodin je ve sbírce Národního technického muzea v Praze.